# Людвік Фінкель

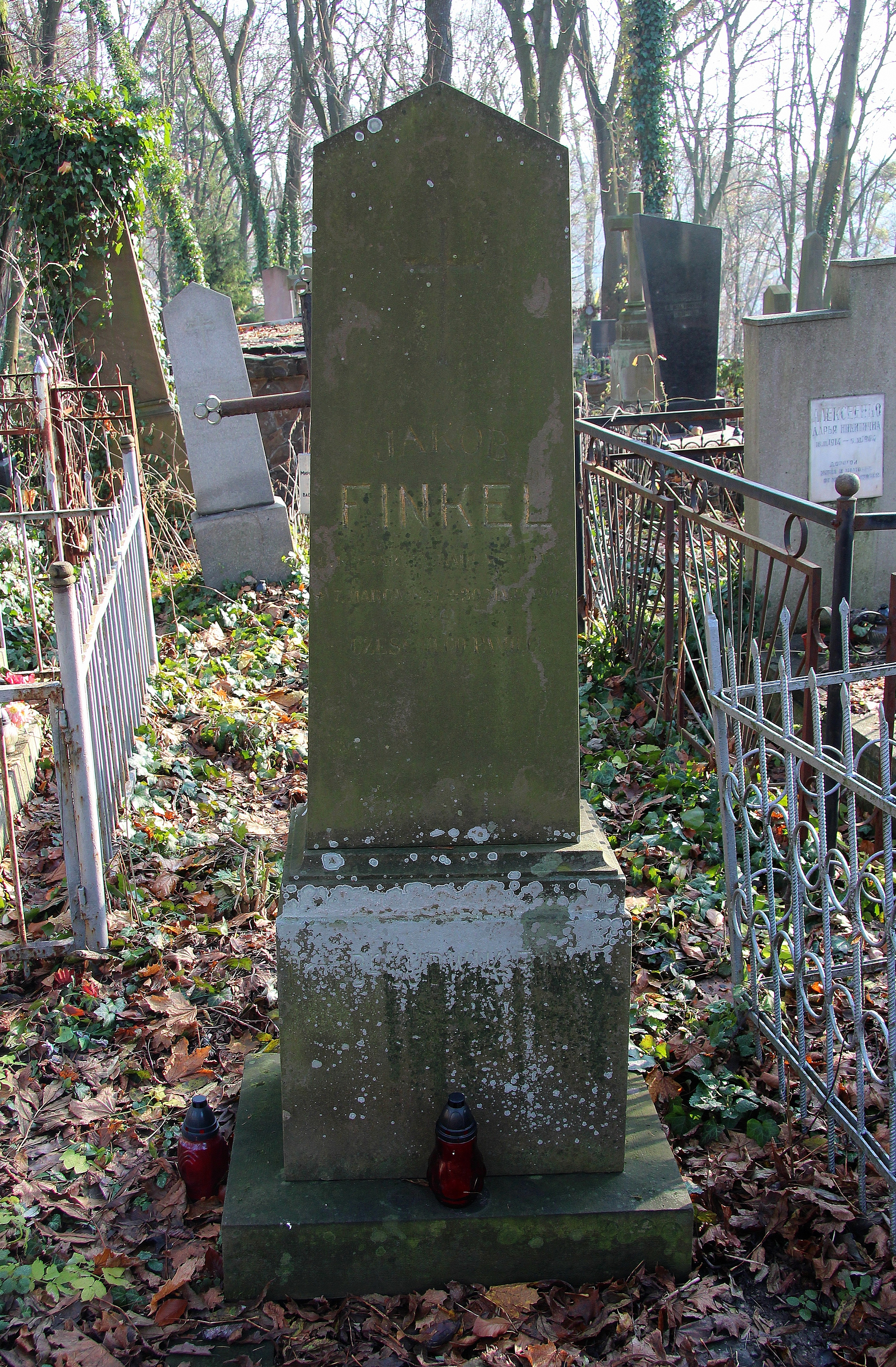

Людвік Міхал Емануель Фінкель (пол. Ludwik Michał Emanuel Finkel; 20 березня 1858, Бурштин, нині Івано-Франківська область — 24 жовтня 1930, Львів) — представник львівської наукової школи польських істориків XIX століття, бібліограф, професор і ректор Львівського університету (1911—1912). Учень Францішка Ксаверія Ліске. Керівник кафедри австрійської історії Львівського університету (1892—1918), на якій змінив на цій посаді українського історика Ізидора Шараневича. Автор концепції польського заснування Львівського університету та багатотомної бібліографії польської історії.

## Біографія
Народився в Бурштині в родині дрібного урядовця (судового ад'юнкта) Якуба Фінкеля і Анни Варніцкої. Навчався у народній школі в Гримайлові (нині Тернопільська область), та у державній гімназії в Тернополі (зокрема, в 1876 році закінчив VII клас). Від 1877 до 1881 року вивчав історію, філософію та історію літератури у Львівському університеті. У 1882 році здобув ступінь доктора філософії. Вдосконалював знання в університетах Берліна і Парижа у 1882—1884 роках. Деякий час працював у львівських архівах, а від 1885 року працював у Вищій сільськогосподарській школі в Дублянах викладачем новітньої історії Польщі. Від 1892 року і до самої смерті діяльність професора Фінкеля пов'язана з Львівським університетом. Мешкав в будинку на вулиці Хоронщизна, 25 (нині вулиця Чайковського).
Людвік Фінкель відійшов у засвіти 24 жовтня 1930 року, на 73-му році життя. Похований на Личаківському цвинтарі (поле № 73).

## Найважливіші наукові праці
- «Вибори Лещинського в 1704 році» (пол. Elekcja Leszczyńskiego w roku 1704) (1884)
- «Окопи Святої Трійці» (пол. 'Okopy św. Trójcy) (1889)
- «Напад татар на Львів у 1695 році» (пол. Napad Tatarów na Lwów w roku 1695) (1890)
- «Конституція 3 травня» (пол. Konstytucja 3 Maja) (1891)
- «Варшавське герцогство» (пол. Księstwo warszawskie) (1893)
- «Історія Львівського університету» (пол. Historya Uniwersytetu Lwowskiego; 1894, 2 томи, у співавторстві зі Станіславом Стажиньським)
- «Вибори Жигмонта I» (пол. Elekcja Zygmunta I) (1910)

### «Історія Львівського університету»
1894 року у співавторстві із Станіславом Стажинським Людвік Фінкель видав історію Львівського університету, при написанні якої використав максимально доступну кількість архівних матеріалів. На час прибуття імператора Франца Йосифа I до Львова на офіційне відкриття медичного факультету Львівського університету монографію видано й подаровано монарху. Досі ця робота залишається найповнішим дослідженням історії львівського вищого навчального закладу до 1880-х pp.; вона містила також хроніку подій до 1894. Ключове значення — нова концепція передісторії Львівського університету, яка — з одного боку — спростовувала пангерманські претензії, з другого — ігнорувала український формат його розвитку, наголошуючи винятково на польськості університету.
Людвік Фінкель ґрунтував нову концепцію історії університету на привілеї польського короля Яна Казимира. Той надав їх Львівській академії єзуїтів (згідно з привілеєм, після 1661 року цей освітній заклад існував саме під такою назвою). Фінкель вважав академію університетом де-факто. Людвік Фінкель свідчив: на початку XVIII століття академію відвідувало близько 800 студентів. Розділ про передавстрійську історію університету Фінкель закінчив висловом польського просвітника Гуго Коллонтая. Там наголошувалося на важливості цієї установи в період, що передував поділові Речі Посполитої: «Беручи до уваги вручення докторських ступенів, колегії Львова і Познані можна уважати університетами, і на загал такими вони і вважаються». Автор таким чином збудив дискусію про дату заснування. Тадеуш Войцеховський став першим з ректорів Львівського університету, які у своїх інавгураційних промовах, кажучи про його заснування, не заперечували загалом ролі цісаря Йосифа II, однак посилалися на привілей польського короля Яна Казимира.
Історія Людвіка Фінкеля — виклик українській галицькій громаді, яка вела боротьбу за національний Львівський університет. Зокрема, 1912 року газета «Діло» опублікувала серію статей, у яких намагалася довести недоречність дати заснування університету, відстоюваної поляками. Користуючись друкованими джерелами та історичними працями, українські автори піддавали сумніву обґрунтованість дати 1661 рік і стверджували: єдиним гідним довіри засновником Львівського університету є австрійський цісар Йосиф II. Саме 1912 року почалися польсько-українські переговори про створення окремого українського університету, що змусило українців шукати підтримку у офіційного Відня. Українці на цьому не зупинилися. Згідно з іншою статтею, надрукованою у газеті «Діло», від самого заснування Львівський університет призначався для українців. Як доказ наводилося твердження про утворення за дозволом Йосифа II Studium ruthenum та наявність в університеті двох кафедр української мови і тільки однієї кафедри польської мови. Таке становище зберігалося до 1871 року, коли обом мовам було надано статус мов викладання, що дало змогу полякам узурпувати контроль над університетом.

### Оцінка діяльності
Однак найбільший здобуток Фінкеля — підготовка до публікації багатотомної бібліографії польської історії. Її поява значною мірою — результат роботи наукового семінару, очолюваного Фінкелем. Вчений також підтримував академічні традиції, закладені вчителем — Ксаверієм Ліске. Широко залучав до наукової роботи студентську молодь, формував студентські наукові гуртки. Лекції Фінкеля слухав видатний український географ Степан Рудницький.
«Була це шляхотна людина, вчений ідеаліст, що не робив ніякої ріжниці між українською та польською наукою; зовсім вимираючий нині тип між професорами Львівського університету».